# Leon Jamroz
Leon Jamroz (ur. ?, zm. 2 stycznia 2008) – polski specjalista w zakresie badań nad własnościami mechanicznymi odlewów oraz ich konstrukcji, profesor doktor habilitowany inżynierii, wykładowca akademicki, żołnierz AK. Członek Rady Głównej Nauki i Szkolnictwa Wyższego. Wieloletni pracownik naukowy Instytutu Odlewnictwa w Krakowie,  kierownik tamtejszego Zakładu Badań Konstrukcji Odlewów. Wykładowca Wyższych Szkół Inżynierskich w Opolu i Koszalinie.